# Manchukuo
Manchukuo (kinesisk: 满洲国 滿洲國 (Mănzhōu Guó eller Man-chou-kuo); japansk: 滿洲國, Manshū koku), var et kejserrige, som blev oprettet af Japan i Manchuriet. Det eksisterede fra 1. marts 1932 til 18. august 1945 og blev anerkendt af i alt 23 lande. Landets hersker var Pu Yi (1906–1967), der tidligere formelt havde været kejser af Kina (1908–1912). I 1932 blev han præsident og 1934 kejser af Manchukuo. Mongolerne anerkendte kejseren som beskytter af lamaismen og gav ham titlen Mandshu-Boadi-Boudah.

## Etablering

### Forhistorie
Landet var oprindeligt beboet af manchurer og mongolske stammer, der i det 17. århundrede havde erobret Kina, og som derefter opkastede sig til herrer over Manchuriet, Mongoliet, Xinjiang, Tibet og Kina.
I 1858 havde Rusland af Kina fået overdraget Amur-området (nord for Manchuriet) og i 1860 Primorje (mod nordøst). 1900-1905 var Manchuriet under russisk kontrol. I 1890-erne anlagde russerne den transsibiriske jernbane gennem Manchuriet til Vladivostok (havnen anlagt 1860), efter at Rusland i 1896 havde interveneret til støtte for Kina, som til gengæld havde givet koncession på en jernbane.
Det kom til stadig større spændinger mellem Rusland og Japan, efter at den japanske ambassadør i 1903 havde forlangt en tilbagetrækning af de russiske tropper i Manchuriet og anerkendelse af de japanske interesser i Korea. I 1904 førte det til den Russisk-japanske krig, og Rusland måtte rømme Manchuriet, som officielt blev givet tilbage til Kina. Japan havde efter den 1. kinesisk-japanske krig fået Korea som indflydelsesområde og var interesseret i råstofforekomsterne i Manchuriet.
Japan skaffede sig imidlertid stor indflydelse i området og byggede den sydmanchuriske jernbane for at kunne bringe råstoffer fra Manchuriet til Korea og derfra videre til Japan. Jernbanen blev beskyttet af den japanske Guandong armé. Men under depressionen i 1930'erne så mange militærfolk en løsning på problemerne ved en ekspansion i retning af Manchuriet.
Manchuritet havde mellem 1916 og 1928 opnået en de facto uafhængighed fra Kina under krigsherren Zhāng Zuòlín. Zhāng blev imidlertid dræbt ved et bombeattentat, der var foranstaltet af oberst Kōmoto Daisaku fra Guandong-armeen, og Manchuriet blev tilbageerobret af Kuomintang under Chiang Kai-shek, som allerede siden 1926 havde ført krig mod Zhāng.

### Besættelse og grundlæggelse
Efter Mukden-episoden den 18. september 1931, der var iscenesat af japanerne selv , kom det til Krisen om Manchuriet og Guandong-armeen besatte Manchuriet uden forudgående aftale med den japanske regering. I Manchuriet blev der etableret staten Manchukuo, og den 18. februar 1932 blev den erklæret for uafhængig. Den japanske de facto-okkupation blev fordømt af USA i Hoover-Stimson-doktrinen og Folkeforbundet protesterede.
Japan forsøgte at knytte området til sig kulturelt og udbygge det økonomisk. Således blev japansk det officielle sprog og Shintō den officielle statsreligion. Infrastrukturen blev massivt udbygget.
I Manchukuo var Enhed 731 fra japanske hær udstationeret, som forskede i biologiske og kemiske våben og foretog grusomme forsøg på mennesker.
I 1938 og 1939 udspandt der sig en bevæbnet grænsekonflikt mellem Sovjetunionen og Japan, da Japan forsøgte at flytte den manchuriske grænse længere ind på sovjetisk område. Sovjetunionen kunne imidlertid afværge de japanske angreb. Efterfølgende forsøgte japanerne at udvide deres indflydelsessfære i sydlig retning.

### 2. verdenskrig og afslutningen på Manchukuo
Under 2. verdenskrig tilhørte Manchukuo Aksemagterne i lighed med Japan. Indtil midten af 1945 foregik der praktisk taget ingen krigshandlinger i Manchukuo, da Japan og Sovjetunionen ikke var i krig med hinanden og kampene mellem Japan og Kina foregik længere mod syd.
På Jaltakonferencen forpligtede Stalin sig efter pres fra Roosevelt til at indlede krig mod Japan 90 dage efter krigens slutning i Europa. Denne termin blev overholdt til punkt og prikke af den Røde Hær, som fra den 8. august 1945 besatte Manchukuo og i overensstemmelse med
de allierede krigsmål, som var opstillet på Cairo-konferencen blev området i 1946 leveret tilbage til Republikken Kina.
Mod de Vestallieredes forventninger lykkedes det ikke for den nationalistiske regering at få kontrol over Manchuriet. Med hjælp fra Sovjetunionen opbyggede de kinesiske kommunister en magtbasis i Manchuriet. Fortsættelsen af den kinesiske borgerkrig efter 2. Verdenskrig og den afsluttende sejr for kommunisterne hænger således sammen med den midlertidige sovjetiske besættelse.

## Internationale anerkendelse
Kun 23 af de dengang omkring 80 stater i verden anerkendte Manchukuo folkeretsligt eller diplomatisk. Folkeforbundet erklærede, at Manchukuo folkeretsligt var og blev en del af Republikken Kina. Dette førte efter rapporten fra Lytton-kommissionen til at Japan trådte ud af Folkeforbundet den 27. marts 1933. Manchukuo blev anerkendt diplomatisk af følgende stater og regeringer:
1. Japan, fra 16. september 1932;
2. El Salvador, fra 3. marts 1934;
3. Vatikanstaten, de facto anerkendelse fra 18. april 1934;
4. Kongeriget Italien, fra 29. november 1937;
5. Spanien, fra 2. dezember 1937;
6. Nazityskland, fra 12. maj 1938;
7. Ungarn, fra 9. januar 1939;
8. Mengjiang, fra september 1939;
9. Polen, de-facto-anerkendelse fra 19. oktober 1939. Trukket tilbage i 1942;
10. Slovakiet, fra 1. juni 1940;
11. Vichy Frankrig;
12. Danmark, fra august 1940;
13. Republikken Kinas reformerede regering, fra 30. november 1940;
14. Rumænien, fra 1. december 1940;
15. Dominikanske Republik;
16. Sovjetunionen, indirekte anerkendelse den 13. april 1941;
17. Mongolske Folkerepublik, indirekte anerkendelse den 13. april 1941;
18. Bulgarien, fra 10. mai 1941;
19. Finland, fra 18. juli 1941;
20. Den Uafhængige Stat Kroatien, fra 2. august 1941;
21. Thailand, fra 5. august 1941;
22. Burma, fra august 1943;
23. Filippinerne, fra oktober 1943.

Den 24. diplomatiske anerkendelse kom i slutningen af oktober 1943 fra den japanske marionetregering i Indien. Det var ganske vist på papiret en regering som regerede i de japansk besatte Andamanerne og Nicobarerne, men rent faktisk kun regerede over et kontor i Singapore.

## Grænser
Manchukuo havde i sin eksistenstid forholdsvis naturlige grænser, idet det var et sletteland, der på alle sider var omgivet af bjerge. Mod nord udgjorde Amur-floden grænsen, mod Korea udgjorde Yalu-floden grænsen, mod syd en 1500 km lang kystlinje ud mod Koreabugten og Liaotung-bugten ved Det Gule Hav.

## Klima
Klimaet er kontinentalt med strenge vintre og store regnmængder om sommeren.

## Befolkning
Manchukuos befolkning voksede hastigt i første del af 1900-tallet: endnu omkring 1900 havde området blot 3.000.000 indbyggere, omkring 1930 omkring 30.000.000 og i 1937: 35.518.849.
| Indbyggere o. 1930                   | [ 6 ]            |
| Nationalitet                         | Antal (afrundet) |
| Blandet Mongolsk-manchurisk-kinesisk | 16.000.000       |
| Kinesere                             | 10.000.000       |
| Mongoler                             | 2.000.000        |
| Koreanere                            | 800.000          |
| Japanere                             | 250.000          |
| Russere                              | 100.000          |
| Andre (fortrinsvis hvide)            | 3.000            |

En stor del af kineserne var indvandrede efter 1905 (den russisk-japanske krig) og i årene 1924-1931.
Japan forsøgte at bosætte flere japanere og ikke mindst japanske bønder i området, hvilket dog ikke lykkedes, da levestandarden var lavere, og de japanske landbrugsmetoder ikke egnede sig anvendelse i Manchuriet. Mellem 1931 og 1937 bosatte der sig kun 2.785 japanske familier (417.759 japanere) i Manchukuo. Derfor blev der i immigrationsplanen En million familier på 20 år besluttet at give et statsligt tilskud på 1.060 ¥. De japanske familier skulle især bosættes i de tyndt befolkede egne i nord og øst. Det i 1938 grundlagte Manchuriske udviklingsselskab startede et uddannelsesprogram for japanere i aldersgruppen 16-19 år, for at de kunne tilpasse sig livet i Manchuriet. Omkring 19.000 japanere blev uddannet indenfor programmet. Japanerne forsøgte også at få koreanere til at bosætte sig i Manchuriet.

### Sprog
Sproget var kinesisk.

### Religion
Den fremherskende trosretning var buddhisme, især lamaisme.

## Administrative forhold
Manchukuo var delt i tre provinser: Heilungkiang mod nord, Kirin i midten og mod syd landet omkring den gamle hovedstad Mukden med delprovinsen Jehol mod vest.

## Byer
De vigtigste byer var foruden hovedstaden Xinjing (navnet betyder den ny hovedstad; tidligere hed byen Tchangtchung) i Kirin byerne Dairen, Antung og Harbin.

## Økonomi
Banker og økonomiske organer var under håndfast japansk kontrol.
Japan investerede mellem 1932 og 1942 omkring 5,2 mia. Yen i Manchukuo, et usædvanligt stort beløb til investeringer i en koloni sammenlignet med europæiske eller amerikanske kolonier. Infrastrukturen og byerne blev udbygget massivt og moderniseret. Industrialiseringen blev fremmet. I Manchukuo eksperimenterede Japan først med højhastighedstog, fordi de japanske strækninger var smalsporede og ikke egnet til høje hastigheder.Ajia kørte fra 1934 med tophastigheder på 120 km/t mellem Dairen (Dalian) og Shinkyō (Changchun) og var klimastyret. Manchukuo havde også et nationalt flyselskab, Manchukuo National Airways.
Størstedelen af økonomien var baseret på landbrug, som blev kontrolleret af staten. Over halvdelen af al eksport (1936: 65%) bestod af bønner (fortrinsvis sojabønner) og bønneprodukter. I 1936 udgjorde landbrugsprodukter 85% af eksporten.
Et andet vigtigt erhverv var råstofudvinding, især af malme og kul. (Eksportandel i 1936: 11%).
Sværindustrien og mineindustrien blev styret af det Sydmanchuriske jernbaneselskab. Desuden blev de fleste investeringer og pengeoverførsler organiseret og forvaltet af jernbanen. Det førte til en magtkamp med Guangdong arméen, som i 1937 til sidst grundlagde et monopol indenfor sværindustrien sammen med Nissan og således fjernede denne sektor fra jernbanen. Mellem 1932 og 1936 blev der grundlagt monopolvirksomheder, som havde en monopolstilling indenfor bestemte brancher, herunder den Manchuriske bank og Manchukuo National Airways.
Japan eksporterede til gengæld især sværindustrielle produkter til Manchukuo.